# Ceratinini
Ceratinini is een geslachtengroep in de onderfamilie Xylocopinae uit de familie van bijen en hommels Apidae.
De geslachtengroep bestaat uit twee geslachten, namelijk:
- Ceratina
- Megaceratina